# Paul Greengard
Paul Greengard (ur. 11 grudnia 1925 w Nowym Jorku, zm. 13 kwietnia 2019 tamże) – amerykański neurobiolog, laureat Nagrody Nobla w dziedzinie fizjologii lub medycyny w 2000 roku.

## Życiorys
Od 1983 był profesorem farmakologii i psychiatrii na Uniwersytecie Rockefellera w Nowym Jorku, na tej samej uczelni kierował zakładami neurobiologii molekularnej i komórkowej.
Odkrył tzw. powolną transmisję synaptyczną, czyli rodzaj przekazywania bodźców nerwowych odpowiedzialny za podstawowe zjawiska psychiczne, m.in. koncentrację. Przyczynił się do opracowania nowej generacji leków stosowanych w leczeniu schizofrenii oraz nałogów.
W 2000 za poznanie mechanizmów funkcjonowania mózgu na poziomie molekularnym został uhonorowany Nagrodą Nobla. Razem z Greengardem wyróżniono Arvida Carlssona i Erica Kandela.
Jego żoną była rzeźbiarka Ursula von Rydingsvärd.